# Tofsskräling
Tofsskräling (Phaeomarasmius erinaceus) är en svampart som först beskrevs av Elias Fries, och fick sitt nu gällande namn av Scherff. ex Romagn. 1937. Enligt Catalogue of Life ingår Tofsskräling i släktet Phaeomarasmius,  och familjen Inocybaceae, men enligt Dyntaxa är tillhörigheten istället släktet Phaeomarasmius,  och familjen Tubariaceae. Arten är reproducerande i Sverige. Inga underarter finns listade i Catalogue of Life.

## Källor

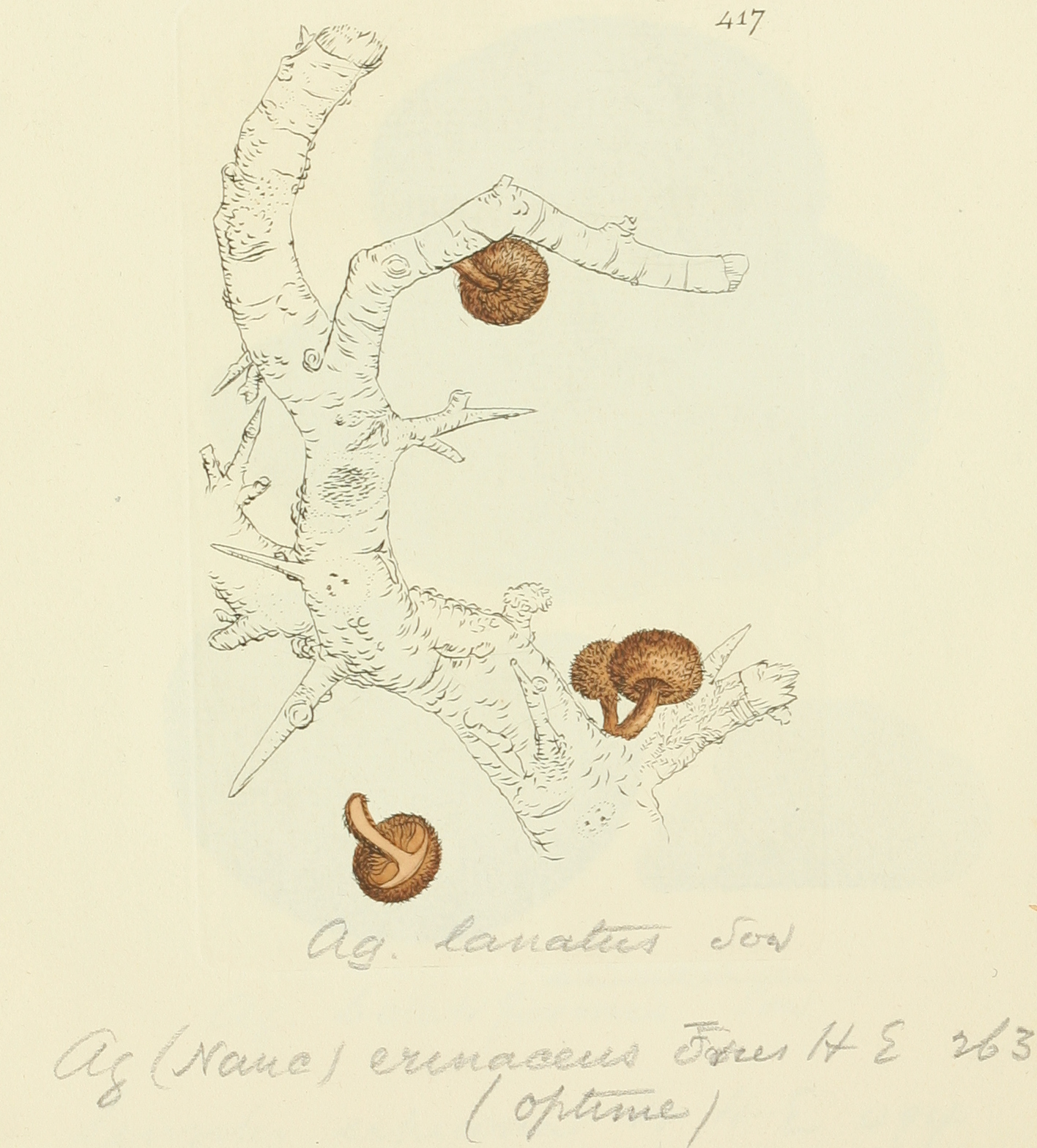
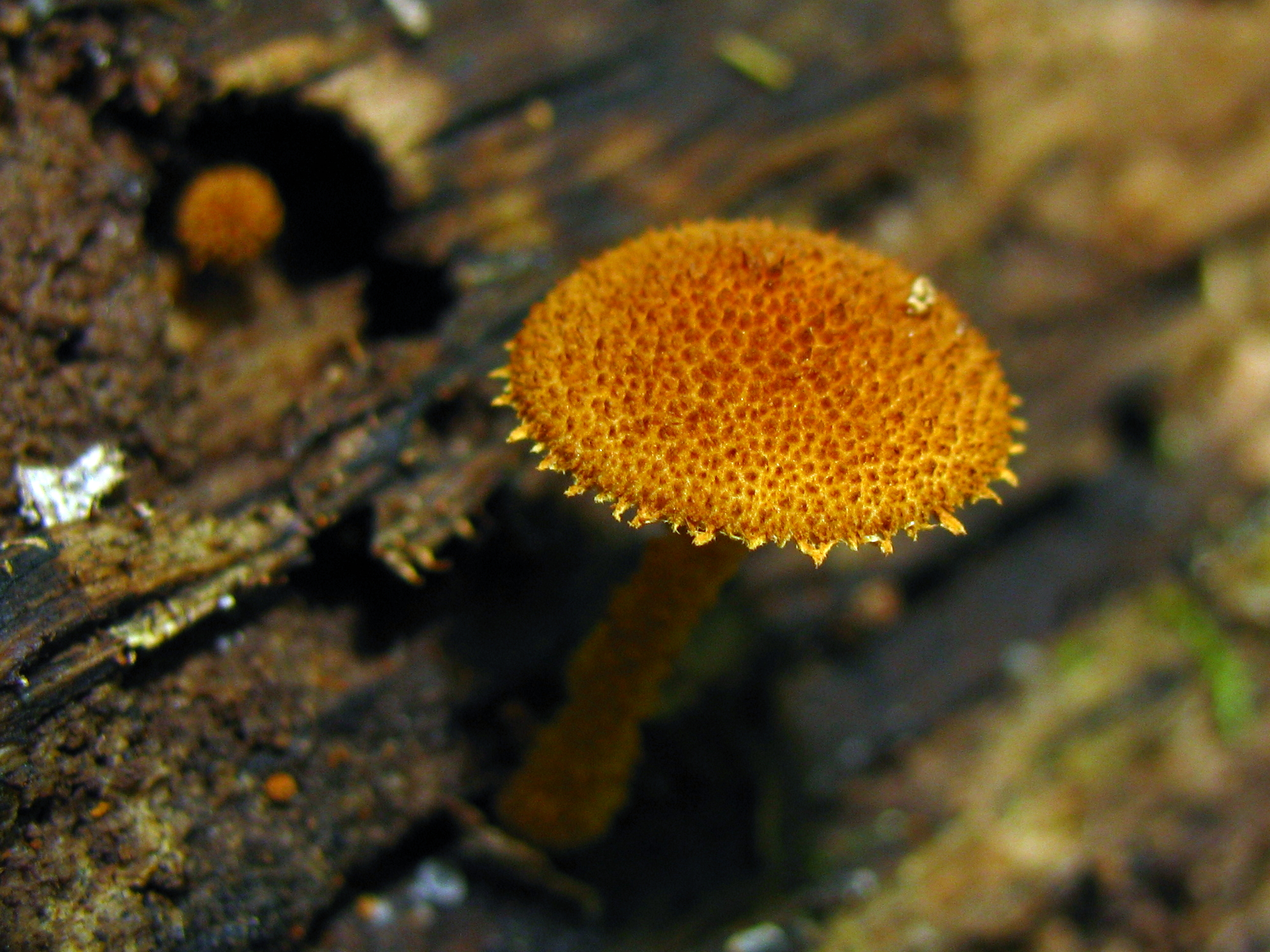
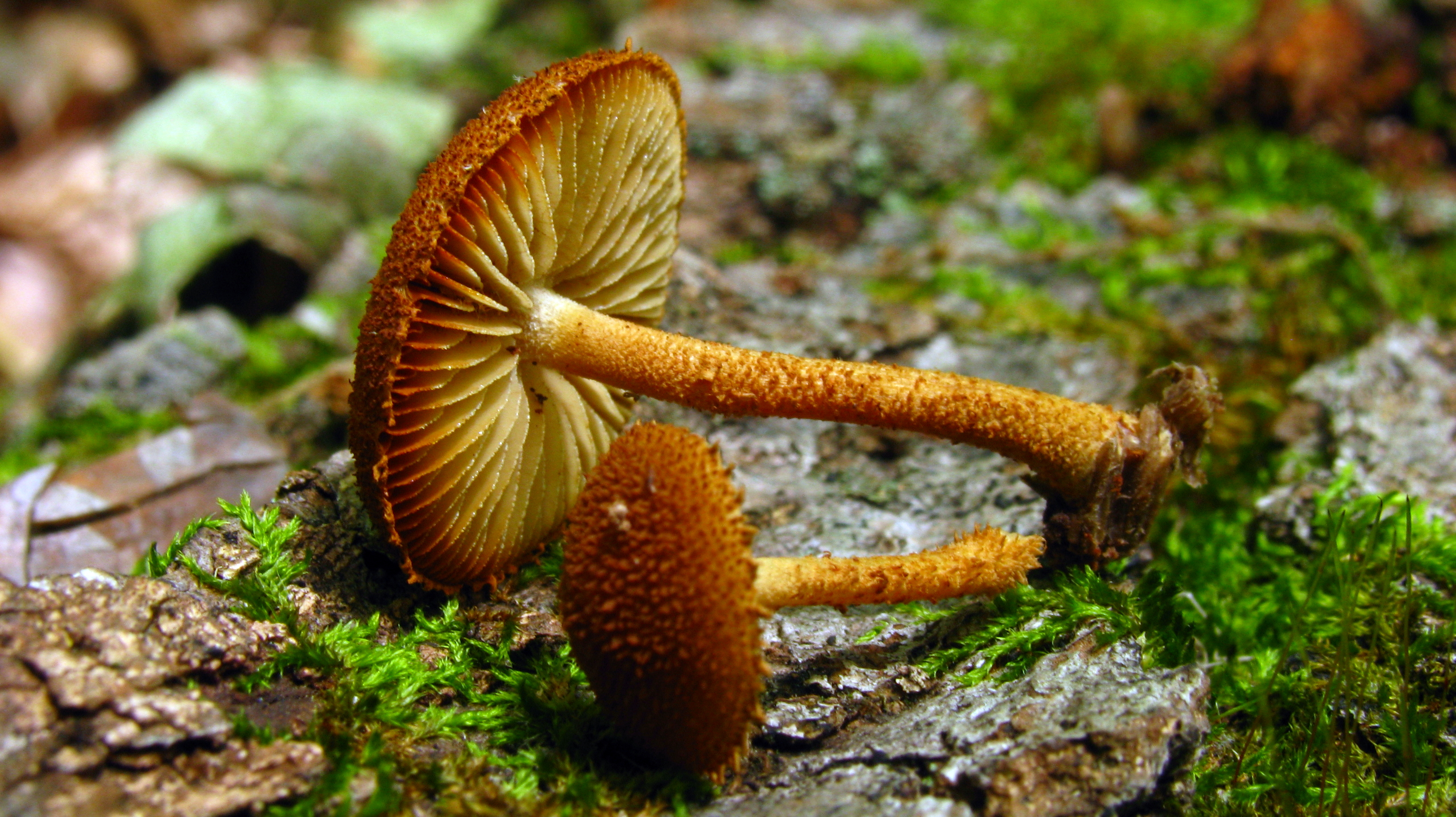